# Michaëlschool
De Michaëlschool is een voormalig schoolgebouw aan de Waalseweg 3/3a en 5 in het Nederlandse dorp Tull en 't Waal, provincie Utrecht. De school is een gemeentelijk monument.

## Oprichting openbare school
In de dorpen Honswijk en Tull en ’t Waal was er al sprake van onderwijs in respectievelijk 1616 en 1593. In de jaren 20 van de 19e eeuw kregen beide dorpen een nieuw schoolgebouw, elk bestaande uit één klaslokaal. In 1882 werd besloten tot de bouw van een nieuwe openbare school, omdat de twee oude dorpsschooltjes in een slechte staat verkeerden. Er werd gekozen voor een centrale locatie tussen beide dorpen in, namelijk de Molenbuurt aan de Waalseweg.
In 1886 werd de nieuwe openbare school geopend. Het gebouw was ontworpen door de Schalkwijkse architect E.G. Wentink in een neorenaissancestijl en bestond uit twee lokalen en een onderwijzerswoning.

## Overgang naar katholiek onderwijs
In 1922 werd de school door de gemeente Tull en ’t Waal overgedragen aan de katholieke parochie van Schalkwijk, die er een jongens- en meisjesschool in vestigde. De school werd hernoemd tot Heilige Michaëlschool.
Door een tekort aan leerlingen werd de school echter in 1934 gesloten. De schoolgaande kinderen moesten voortaan naar de school van het naastgelegen dorp Schalkwijk, totdat in 1939 de Michaëlschool weer werd heropend.

## Sluiting
In 1968 werd duidelijk dat het schoolgebouw niet meer voldeed en tevens kampte met onderhoudsproblemen. Kort daarvoor was een assistente van de schoolmeester nog door een vloer gezakt. Omdat renovatie onvoldoende resultaat zou opleveren, werd de school afgekeurd. Er werd besloten tot nieuwbouw.
De bouw van de nieuwe school, ontworpen door bureau A.A. Bos, ging in 1969 van start, op een stuk grond naast het oude schoolgebouw. De nieuwe school kreeg twee klaslokalen, een handarbeidlokaal, gemeenschapsruimte en een onderwijzerswoning. In 1971 werd de oude Michaëlschool gesloten.